# 達珂塔·強生
達珂塔·瑪亦·強生（英語：Dakota Mayi Johnson，1989年10月4日—）是一位美國女模特兒以及演員，其父母分別為演員唐·強生以及梅拉尼·格里菲思。她的螢幕首演是跟她的母親在1999年的喜劇《Crazy in Alabama》中演出，並在2006年被選為「金球獎小姐」。隨著中學畢業後，她演出電影《社交網絡》（2010）、《美女與野獸：新世紀激情篇》（2011）、《逃學黐孖咇》（2012）、《極速激戰》（2014）。電視劇集方面，她在福斯廣播公司的情境喜劇《翹家老媽》（2012-2013）中擔當主要角色。
強生於知名小說改編的2015年電影《格雷的五十道陰影》中飾演女主角安娜塔希婭·史迪爾（Anastasia Steele）使她成名並獲得國際認可，獲得人民選擇獎的「喜愛戲劇電影女演員」。同年，《極黑勢力》及《危情後樂園》，獲得BAFTA新星獎的提名。2016年，強生在浪漫喜劇電影《單身又如何》中演出，並在《格雷的五十道陰影：束縛》（2017）及《格雷的五十道陰影：自由》（2018）中延續安娜塔希婭·史迪爾（Anastasia Steele）的角色。

## 早期生活
達珂塔·瑪亦·強生在1989年10月4日出生於美國德州奧斯汀，父母為演員唐·強生及梅拉尼·格里菲思，前繼父是安東尼奧·班達拉斯。她有6個兄弟姊妹，有4個同父異母，當中包括演員杰西·強生，有2個同母異父的。
外祖父是前童星及廣告主管彼得·格里菲斯，外祖母是演員蒂比·海德倫。她还是女演員翠絲·格里菲斯，及美術指導奇里·A·格里菲斯的半外甥女。
她身為演藝家族第三代的好萊塢女演員，曾就讀於科羅拉多州阿斯彭的Aspen Community School，之後她到加利福尼亞州蒙特雷的Santa Catalina School就讀高中一年級，之後轉到聖塔莫尼卡的The New Roads School就讀。強生自小就熱愛舞蹈，在12歲的時候為青少年雜誌《時尚》拍攝照片之後，開始對成為模特兒感興趣。

## 演藝生涯

### 模特兒工作
2006年，達珂塔跟模特兒公司IMG Models簽約，雖然演戲是她的主要工作，但她自2009年起就為Mango品牌的牛仔褲系列作為模特兒，並在2011年為澳洲時裝品牌Wish拍攝了「新星」廣告系列。

### 演戲
1999年，達珂塔的電影首演是在《翹家老媽》中與她的同母異父的妹妹史蒂娜·班達拉斯（Stella Banderas）跟她們現實中的媽媽梅拉尼·格里菲思飾演三母女。電影由她的繼父安東尼奧·班達拉斯執導。2006年，她獲選為「金球獎小姐」，是史上首位第二代的金球獎小姐獲得這個獎項。
當達珂塔高中畢業之時，她與代理簽約並開始她的演藝生涯。她在大衛·芬查執導的電影《社群網戰》中演出備受讚譽，她在《美女與野獸：新世紀激情篇》、《愛斯基摩闖紐約》及《親親愛倫》中也有演出。2012年，她演出的電影有《羊群》、《婚迷指數：5》及《龍虎少年隊》，她亦於《我的出櫃好友》中擔任女主角。
2012年3月，達珂塔在福斯廣播公司為喜劇系列《老媽與奶爸》演出，是她的電視劇集首演，該節目於播出一季後被取消。她很快恢復她電影生涯的工作，為2014年的《極速激戰》演出。她也被加入威廉·莎士比亞的現代改編電影《辛白林：誘惑獵痕》中試鏡。

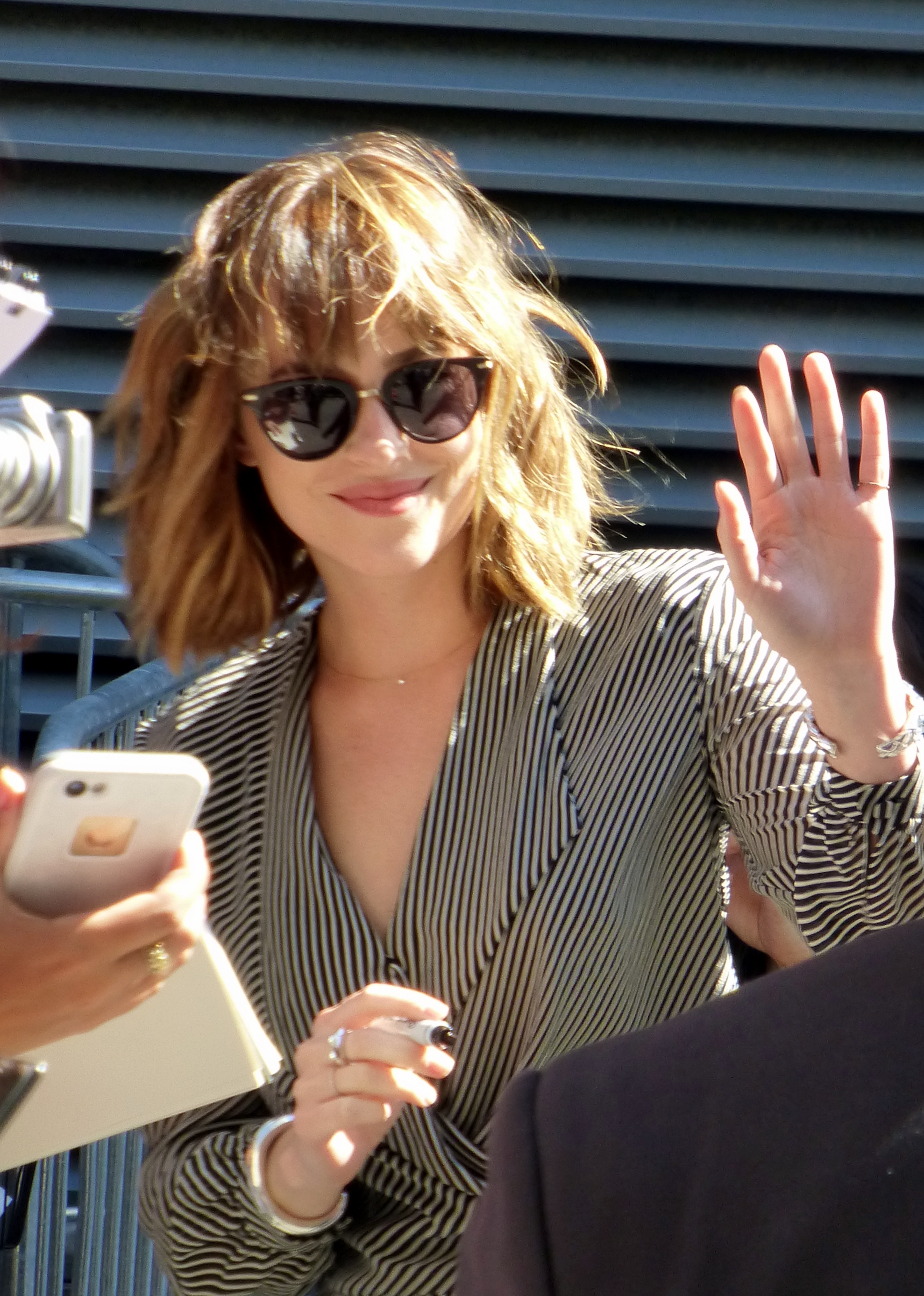
達珂塔·強生出席於2015年9月7日舉行的《黑勢力》新聞發布會。

2013年，達珂塔於電視劇《辦公室》的大結局中飾演一個新聘的職員。她在電影《格雷的五十道陰影》中擊敗露西·黑爾、菲莉絲迪·鍾斯、伊莉莎伯·奧森、丹妮爾·帕娜貝克、莎蓮·活莉，成功獲得安娜塔希婭·史迪爾（Anastasia Steele）的角色，該片於2015年2月上映。2015年2月15日，達珂塔出席《週六夜現場》的40週年特別活動，並在2015年2月28日為《SNL》主持人，使她成為第二位前主持人的女兒擔任這工作（是繼布萊思·丹納與她的女兒桂莉芙·柏德露於1982年主持第7季之後）。同年，她跟《龍虎少年隊》的成員尊尼·特普相聚，為電影《黑勢力》演出，飾演他兒時角色的母親。
2015年，她為驚慄片《池畔謎情》演出，演員對手為蒂達·史雲頓、馬提亞斯·修奈爾、賴夫·費恩斯。她亦在2016年的電影《單身啪啪啪》成為主角，與萊絲莉·曼以及她在我的出櫃好友的搭檔尼古拉斯·布朗合作。
她在2015年《Another Magazine》秋/冬期刊中提到，指「她已在芭蕾舞深入訓練當中，以準備重拍電影《Suspiria》」。她將會再次跟馬提亞斯·修奈爾合演電影《金屬之聲（The Sound of Metal）》，在那裡她將飾演一個歌手，而他則演一個鼓手，並開始失去他的聽力。她將跟《社群網戰》的團隊於犯罪驚悚片《Under the Silver Lake》重聚，但被萊利基奧取代了，她不得不放下角色。她將參與製作並主演電影《永遠，中斷（Forever, Interrupted）》，飾演一個年輕的寡婦。
2022年2月，索尼傳出將推出蜘蛛人衍生電影《蜘蛛夫人》，並找來達珂塔出演。雖然消息未被官方確認，達珂塔已在自己的Instagram限時放上蜘蛛網的表情符號，應為默認相關消息。

## 女權意識
在回答關於《格雷的五十道陰影》中她的角色對性別權利的立場時，達珂塔說：「我為此(電影)感到相當自豪，我完全不同意指安娜是個軟弱的人，我認為她實際上比男性的他還要強，她所作的一切都是她的選擇。若我可以成為女權倡導者，我會主張女性要用她們自己的身體做想做的事，不要為她們想要的感到羞愧，我也相當鼓勵這一點。」

## 個人生活
達珂塔曾經與音樂人Noah Gersh，演員喬丹·馬斯特森，以及威爾士模特兼樂團Drowners成員馬修·海特交往過。
目前和酷玩樂團（Coldplay）主唱克里斯·馬汀交往，從2017年十月至今。

## 影視作品

### 電影
| 年份 | 名稱                       | 角色                    | 備註   | 来源   |
| ---- | -------------------------- | ----------------------- | ------ | ------ |
| 1999 | 《翹家老媽》               | Sondra                  |        | [ 33 ] |
| 2010 | 《社群網戰》               | Amy Ritter              |        | [ 34 ] |
| 2011 | 《野兽男孩》               | Sloan Hagen             |        | [ 34 ] |
| 2012 | 《親親愛倫》               | Cynthia “Cindy” Taylor  |        | [ 34 ] |
| 2012 | 《羊群》                   | Minnie                  |        | [ 34 ] |
| 2012 | 《龍虎少年隊》             | Fugazy                  |        | [ 34 ] |
| 2012 | 《婚迷指數：5》            | Audrey                  |        | [ 34 ] |
| 2014 | 《我的出櫃好友》           | Em                      |        | [ 34 ] |
| 2014 | 《极品飞车》               | Anita Coleman           |        | [ 34 ] |
| 2015 | 《格雷的五十道陰影》       | Anastasia Steele        |        | [ 34 ] |
| 2015 | 《辛白林：誘惑獵痕》       | 伊莫                    |        | [ 34 ] |
| 2015 | 《愛斯基摩闖紐約》         | Chloe                   |        | [ 34 ] |
| 2015 | 《黑勢力》                 | Lindsay Cyr             |        | [ 34 ] |
| 2015 | 《池畔謎情》               | Penelope Lannier        |        | [ 34 ] |
| 2015 | In a Relationship          | Willa                   | 短片   | [ 35 ] |
| 2015 | Vale                       | Rachel                  | 短片   | [ 36 ] |
| 2016 | 《單身啪啪啪》             | Alice Kepley            |        | [ 34 ] |
| 2017 | 《格雷的五十道陰影：束縛》 | Anastasia Steele        |        | [ 34 ] |
| 2018 | 《格雷的五十道陰影：自由》 | Anastasia Steele        |        | [ 34 ] |
| 2018 | 《窒息》                   | Susanna “Susie” Bannion |        | [ 34 ] |
| 2018 | 《壞事大飯店》             | Emily Summerspring      |        | [ 34 ] |
| 2019 | 《厄鈴》                   | Carrie                  |        |        |
| 2019 | 《迷途花生醬》             | Eleanor                 |        |        |
| 2019 | 《友你真好》               | Nicole Teague           |        |        |
| 2020 | 《無處不在的旅館》         | Herself                 |        | [ 37 ] |
| 2020 | 《天后小助理》             | Maggie Sherwoode        |        | [ 38 ] |
| 2021 | 《暗处的女儿》             | Nina                    |        | [ 39 ] |
| 2022 | 《我還好嗎？》             | Lucy                    | 兼監製 |        |
| 2022 | 《人生恰恰恰》             | Domino                  | 兼監製 | [ 40 ] |
| 2022 | 《勸導》                   | 安·艾略特               |        | [ 41 ] |
| 2024 | 《蜘蛛夫人》               | Cassandra "Cassie" Web  |        |        |
| 2025 | 《天作之合 》              | Lucy                    |        |        |

### 電視
| 年份      | 名稱           | 角色     | 備註                                    |
| --------- | -------------- | -------- | --------------------------------------- |
| 2012–2013 | 《老媽與奶爸》 | Kate Fox | 主要角色；16集                          |
| 2013      | 《辦公室風雲》 | Dakota   | 單集：〈Finale〉                        |
| 2015      | 《週六夜現場》 | 主持     | 單集：〈Dakota Johnson/Alabama Shakes〉 |

## 外部連結
- 達珂塔·強生在互联网电影资料库（IMDb）上的資料（英文）
- 達珂塔·強生的Instagram帳戶